# サンズ・オブ・アナーキー
『サンズ・オブ・アナーキー』（Sons of Anarchy）は、アメリカ合衆国のドラマシリーズ。カリフォルニアの架空の町「チャーミング」を舞台とした、違法武器売買を手掛けるバイカー集団を描いた物語である。
2008年から放映。2014年12月にファイナルシーズンとなるシーズン7が終了した。日本ではHuluにおいて『サン・オブ・アナーキー』として、シーズン7まで配信された。DVD版では原題と同じ『サンズ・オブ・アナーキー』に訂正されている。
2018年からスピンオフ作品が公開されている。本作に登場する別のバイカークラブ「マヤンズ」を主役とし、本作の後年を描く。日本では『マヤンズ M.C. ～サンズ・オブ・アナーキー外伝～』の題でDisney+において配信された。

## 概要
カリフォルニア州チャーミングを拠点とするバイカークラブ「サンズ・オブ・アナーキー」レッドウッド支部（"Sons of Anarchy Motorcycle Club, Redwood Original"、SAMCRO）と、他のバイカークラブ、ギャング、マフィア、麻薬カルテル、そして警察やATFなどの司法機関といった敵対組織との激しい闘争を描く。SAMCROは表向きは修理工場を営みながら裏ではIRAと繋がり武器密売で活動資金を稼いでいる。また警察機構に規模を拡大されては困る立場から、チャーミングの大きな発展を阻みもする。

## 登場人物

### SAMCRO
アメリカ国内各地のみならず国外にも支部を持つバイカークラブ「サンズ・オブ・アナーキー」のレッドウッド支部（名称は初代総長ジョン・テラーが創設地「チャーミング」の名を好まず「レッドウッド」を冠したことによる）。各支部の中でもっとも最初に立ち上げられた支部であり、物語の途中からは本部と呼称するようになる。IRAと銃取引の関係がある。方針決定の際は総長が強権を振るうのではなく正式メンバー各人が平等に一票を持つ投票制を採る。
ジャクソン・“ジャックス“・テラー
演 - チャーリー・ハナム / 声 - 森川智之
SMACROの副総長。創設メンバーであり初代総長のジョン・テラーを亡父に、同じく創設メンバーで現総長のクレイを継父に持つ。弟トーマスがいたが先天性心疾患により夭折しており、そのときジェマと折り合いが悪くチャーミングを離れがちだったジョンの帰宅が弟の末期に間に合わなかったことを今でも恨んでいる。
機転が利く上に行動力もあり、長期計画を練る知恵も持つが、劇中様々な人物から短気と評価されている。高校時代に付き合っていたタラへの想いを持ち続け、後に結婚する。
ジョンが遺したマニフェスト「道を見失ったSAMCRO」を読んだことをきっかけに、SAMCROの活動を合法的なものへ導こうとする。
元妻ウェンディとの間に長男アベル、タラとの間に次男トーマスを儲ける。
ジェマ・テラー・モロー
演 - ケイティ・セイガル / 声 - 五十嵐麗
ジャックスの母。夫のジョンを亡くした後にクレイと結婚した。SAMCROメンバーではないが身内として扱われている。非常に勝気で自尊心も高い。
ジョンとの間にできた次男トーマスを病気で失い、残る長男ジャックスを大事に思うあまり過干渉気味である。そのため自身が望まぬ影響をジャックスに与えるタラを嫌うも、後に「ジャックスの子供の母親」という立場になった彼女のことを守ろうと心を砕くようになる。しかし根本的には相容れず冷戦的な対立も続く。
演じるセイガルは実生活ではオットー役のサッターと夫婦である。
クラレンス・“クレイ”・モロー
演 - ロン・パールマン / 声 - 屋良有作
総長。最年少の創設メンバーであったが、現在は老境のため関節炎を患っておりバイクに乗り続けるため注射を打っている。
立場上SAMCROを優先して冷酷な決断も下すが、身内を守ろうとする意識も強い。しかし根本にあるのは己の金銭欲であることをジャックスから指摘されている。
パイロット版ではスコット・グレンが演じていたが、シリーズ製作が正式決定した際にクレイのキャラクター性が変更されたためパールマンが起用され、再撮影が行われた。
ボビー・マンソン
演 - マーク・ブーン・ジュニア / 声 - 藤原貴弘
女好きの古参メンバー。簿記係を受け持っている。メンバー内では比較的温厚な性格をしている。
ジャックスが総長に就任すると、求められて副総長に就く。後に力不足を自認して地位を退くがジャックスへの信頼は損なわれず、SAMCROのために尽くす。
ハリー・“オピー”・ウィンストン
演 - ライアン・ハースト / 声 - 森田了介
ジャックスの幼馴染で親友。爆破技術に長ける。
5年の刑期を務めた後はSAMCROを脱退しており、妻のドナからは現役メンバーとの付き合いも絶つよう望まれていたが、経済的な苦境に加えてジャックスからの要請もあり、苦悩の末に復帰する。
総長就任を決意したジャックスから副総長になって支えてほしいと望まれていたが、ジャックスの身代わりとなって殺害される。
パイニー・ウィンストン
演 - ウィリアム・ラッキング / 声 - 辻親八
オピーの父で創設メンバー。肺気腫を患っているため酸素供給チューブを身につけている。
ジョンの親友で、彼と同じくベトナム戦争への従軍経験がある。ジョン亡き後は副総長を務めた。若手のジャックスが副総長の地位に就いているのは、彼が成長した時点でパイニーが地位を譲ったことによる。
アレクサンダー・“ティグ”・トレガー
演 - キム・コーツ / 声 - 浦山迅
総長クレイの護衛隊長を務める。SAMCROへの高い忠誠心を持つ一方で怒りに我を忘れることが多く、それがしばしばSAMCROの危機を招く。倒錯的な性癖を持っていることを会話の端々にうかがわせる。
タコマ支部のコジックとの間に禍根があり、彼がSAMCROへ移籍を求めた際はただ一人だけ断固として反対した。「彼女にしたことは許せない」「俺も彼女を愛していた」などと長期に渡って言い争うも、具体的に何があったかは劇中示されない。ただし最終的にはミッシーという名の犬を巡っての諍いであることが示唆される。
フィリップ・“チブス”・テルフォード
演 - トミー・フラナガン / 声 - 拝真之介
元IRAのスコットランド人。そつなく任務をこなし医療知識も持つが、プロの外科医であるタラほどの技量は持ち合わせない。総長となったジャックスから護衛隊長を任じられ、ボビーが副総長を辞すと後任となる。
IRAの同志であったジミー・Oに追放されて妻子まで奪われた過去を持つ。両頬に大きな傷痕があり、これは演じるフラナガンがかつて暴漢に襲われて負った本物の怪我の跡だが、劇中ではジミーに負わされた怪我という設定である。
キップ・"ハーフサック"・エップス
演 - ジョニー・ルイス / 声 - 関口雄吾
見習いメンバー。様々な雑用、単純な肉体労働などを押し付けられ、恋仲になった娼婦に目の前で客を宛がわれるなど精神的にも扱かれている。
元海兵隊員でイラク戦争に派兵されており、ニックネームの"ハーフサック"は戦傷で睾丸を片方失っていることに由来する。
その根性を認められ、見習い期間の満了を待たずして正式メンバーへの昇格が内定するが、アベルを守ろうとして刺殺される。
カルロス・“ジュース”・オーティス
演 - テオ・ロッシ / 声 - 山本兼平
電子記録の入手を得意とする。書類上の人種登録はヒスパニックだが実父は黒人であり、黒人の在籍を認めないSAMCROに秘密にしている（すでに有名無実化している掟なのだが、SAMCROにしか居場所がない本人は重く受け止めている）。
口が堅いとしてクレイに重用されたことから、ジャックスを失墜させようとするクレイの暗躍を知る立場となり、両者の板挟みになる。
ハッピー・ローマン
演 - デヴィッド・ラブラバ
拷問担当。粗暴な人物ではないが殺人を楽しんでおり、人を殺すたび身体にスマイルマークのタトゥーを刻んでいる。
元はタコマ支部のメンバーで当時からSAMCROと親しく、SAMCROに移籍を希望した際は全会一致で歓迎された。
演じるラブラバはヘルズ・エンジェルス所属の本物のバイカーであり、本作では当初テクニカル・アドバイザーとしての雇用だった。
ビッグ・オットー・デラニー
演 - カート・サッター / 声 - 荒井勇樹
服役囚。刑務所内でもSAMCROのために行動し、罪を重ねて死刑囚となる。
妻ルアンが殺害されると犯人への報復をSAMCROに依頼するが、カルテルの抗争の渦中にあったSAMCROの応対が遅れたため、検察に証言情報を渡す。
演じるサッターは本作の原案・脚本・製作総指揮を務めている。
レニー・“ピンプ”・ヤノヴィッツ
演 - ソニー・バージャー / 声 - 宮崎敦吉
創設メンバー。ATF捜査官を複数殺害して服役している。咽頭癌により声帯を失っておりシャント発声で会話を行う。
娼婦を扱う商売知識に長けているため、SAMCROがポルノ撮影事業に関わるにあたってジャックスが面会に赴いて知恵を借りている。
演じるバージャーはヘルズ・エンジェルスの創設メンバーであり、オークランド支部（最初の支部である）で総長を務めていた。また実際に10年以上の服役経験も持っている。
エリック・マイルズ
演 - フランク・ポッター
場の空気を読めない様子を垣間見せるが、見習い期間を務めあげて正式メンバーに昇格する。ジュースがSAMCROを裏切っていることを知るが、ジュースと揉み合う最中に射殺され、生き残ったジュースの偽証により自身が裏切り者として扱われてしまう。
フィルティ・フィル・ラッセル
演 - クリストファー・ダグラス・リード / 声 - 三瓶雄樹
恰幅が良いマイルズの同期。後方支援のような立ち位置にいることが多い。ジャックスの息子たちの授乳を引き受けたり、遊び相手になるなど、ベビーシッター役も務める。
演者のリードはコメディドラマ『レイジング・ホープ』にもSAMCROのジャケットを着たバイカーのベビーシッターという役柄でゲスト出演した。
ジョージ・”ラットボーイ”・スカグシュトルム
演 - ニコ・ニコテラ / 声 - 半田裕典
真面目な見習いメンバーだが参入した時期が悪く、当時ルーズベルトに脅迫されていたジュースの行動により、自身に裏切り者の容疑がかかってロシアンルーレットを強制される。オピーがクレイを銃撃した際にも居合わせてしまい、正式メンバーになりたければ偽証するようにジャックスから求められる羽目になった。
後に正式メンバーへ昇格するが、それを告げられる際にはSAMCROの面々によってさも追放するかのように厳しい態度を装われるという悪戯を仕掛けられた。
チャッキー・”チャック”・マーステイン
演 - マイケル・マリシ・オーンステイン / 声 - 藤巻大悟
大金の所在を知るためトライアドに身柄を狙われていた受刑囚。オットーの仲介でSAMCROが出所後の警護をするが、抗争の火種であったため最終的にトライアドに差し出される。
人前でも無意識に自慰行為を始める心因性の病気を患っており（周囲に迷惑だという自覚はある）、トライアドのリンによって目障りだとして両手の人差し指以外の指を切断される。SAMCROに身柄が戻ってきた後、哀れんだジェマが義手を調達する。
基本的には修理工場やクラブ運営のためジェマの下で働き、ときにSAMCROの活動に関与する。変人として笑い者扱いになっていることを自嘲するが、行動自体は献身的なためジャックスから直々に礼の言葉をかけられてもいる。
タラ・ノウルズ
演 - マギー・シフ / 声 - 有賀由樹子
チャーミング病院に勤める外科医。高校時代にジャックスと付き合っていた。一時シカゴへ移り住んだ後、チャーミングへ戻ってからは友人として接し、やがて恋愛関係に戻る。血縁のないアベルのことも我が子として可愛がり、後にジャックスとの間に実子のトーマスを儲ける。
かつて別れた直後のジャックスが非常に落ち込んだため、彼に対する影響力の強さをジェマから嫌われている。
ジャックスや息子たちをSAMCROから遠ざけようとし、それに反対するジェマと張り合ううち、酷薄な態度を身につけていく。
ウェンディ・ケース
演 - ドレア・ド・マッテオ
ジャックスの元妻。ドラッグ中毒で、ジャックスとの間の息子アベルの妊娠中にもドラッグを摂っていたため、アベルは早産の未熟児として生まれることになった。
後に更生して正業にも就き、アベルとの面会を希望するもタラに許されず対立する。ジャックスからも恨まれており過酷な目に遭わされるが、SAMCROとアベルの関係を案じる者同士という点でタラと和解する。
ネロ・パディラ
演 - ジミー・スミッツ
デートクラブ経営者。若い頃はラテン系ギャング「ビズラッツ」のメンバーであり服役経験も持つが、現在は重い身体障害を抱える息子を喜ばせるために牧場を購入すべく、合法的に貯蓄に励んでいる。ジェマと恋愛関係になり、SAMCROの近くに身を置くことになる。
妻のドラッグ摂取により息子が障害を抱えること、違法な商売と距離を置こうとしていることなどジャックスとの共通点を持ち、それらに関して相談を受ける友人となる。

### マヤンズ
ヒスパニック系のバイカークラブ。ヘロインの製造・密売で稼いでいる。ナイナーズと敵対しているが独自の武器入手ルートを持たない。
マーカス・アルバレス
演 - エミリオ・リヴェラ / 声 - 佐野康之
マヤンズの総長。話がわかるタイプで交渉には応じるが、冷徹でもある。SAMCROがマヤンズのヘロイン輸送の警護を引き受けるようになってからは友好的な態度を取る一方、SAMCROの警戒を掻い潜っての勢力拡大も図る。
ヘクター・サラザール
演 - ホセ・パブロ・カンティージョ / 声 - 三瓶雄樹
ローダイを拠点とするメキシコ系バイカークラブ「カラベラス」の支部長。吸収合併されマヤンズ配下となるが、ヘロインの輸送でミスを犯して追放されると、個人で報復行動を始める。

### ワン・ナイナーズ
黒人ストリートギャング。マヤンズと敵対している。SAMCROとは長年に渡って銃の取引関係がある。
ラロイ・ウェイン
演 - トリー・キトルズ
ナイナーズのリーダー。無防備な状態で銃を向けられても笑い飛ばすほどの肝の太さを見せる。ティグに恋人が殺害されると感情的な報復に出るが、ポープの制止を聞かず殺害される。
タイラー・ヨスト
演 - モー・マクレー
ラロイの死後、ポープの指名でナイナーズのリーダーになる。ポープやオーガストに頭を抑えられる立場ではあるが、SAMCROに協力的な姿勢を取り、共同作戦も行う。

### ノルディクス
通称ノーズ。小規模ギャングでメタンフェタミンの製造・密売を行う。白人至上主義を掲げているがあまり厳格ではなく、リーダーのダービーは自分が経営する店で有色人種を雇用している。
アーネスト・ダービー
演 - ミッチ・ピレッジ / 声 - 荒井勇樹
チャーミング進出を狙ってSAMCROを執拗に攻撃する。抗争に敗れて権威を失い、引退する。後にネオナチの情報を求めてジャックスが接触した際には、メキシコ人（つまり有色人種）の女性と結婚しており、そのことでかつての仲間から狙われる立場にあった。

### トライアド
中国系の麻薬カルテル。IRAに匹敵する大規模な武器入手の伝手も持つ。
ヘンリー・リン
演 - ケネス・チョイ
トライアドのリーダー。

### アーリアン・ブラザーフッド
白人至上主義を掲げる刑務所内ギャング。刑務所の外にもメンバーがおり規模が大きい。実在する組織である。
ロン・タリー
演 - マリリン・マンソン
アーリアンのリーダー。囚人の立場にありながら刑務所の面会室の監視カメラを自由にオフにするなど所内での権力を奮う。前任者がクレイに殺害されているため、ジャックスとの初接触は互いの対立関係についての話し合いとなった。
マヤンズとの麻薬取引を持ち掛けられた際、それが大きな儲けとなることを理解しつつ「（白人至上主義という）アーリアンのブランドを守るのが俺の役目」として断るなど、達観した態度を見せる。
演じるマンソンは歌手が本業であるため当初は楽曲提供のオファーだと考えたものの、キャラクターとしての登場を求められていると知り、病気を患う父親と共に親子揃って本作のファンであったことから出演を決めたという。

### ガリンド
麻薬カルテル。メキシコとの国境付近で敵対カルテルと激しく争っており、武器調達ルートと、その購入資金確保のための麻薬の販路を求めている。他のカルテル撲滅を企図するCIAによる支援を受けている。
ロメロ・"ロミオ"・パラダ
演 - ダニー・トレホ / 声 - 廣田行生
SAMCROと接触するガリンドのメンバーだが実はCIA局員。ジャックスに対して事情を明かし、ある程度の便宜を図る。
ルイ・トレス
演 - ベニート・マルティネス
ロミオと同じ立場にあるCIA局員。

### IRA
劇中では単にIRAとだけ呼称されるが、厳密にはIRA分派のひとつ「真のIRA」。SAMCRO初代総長ジョンの時代からSAMCROへ密売用の武器を供給している。
ケラン・アシュビー
演 - ジェームズ・コスモ
IRA評議会の相談役であり、神父でもある。若い頃のジョンと親しく、彼が銃密売をやめようとIRAの説得に臨む際は仲介を務めた。ジョンが志半ばで死に、その息子ジャックスもまた暴力の中に生きることになったため、アベルまで同じ目に遭わせまいと考え始める。そのアベルがジミーに誘拐されると、自分の身柄と引き換えにすることを承諾した。
ゲイレン・オーシェイ
演 - ティモシー・V・マーフィ / 声 - 木下浩之
IRA評議会の一員。クレイと20年来の付き合いがあり、SAMCROがIRAと取引し続けられるのはその信頼関係による。ジミーが死亡した後のSAMCROとの取引役を担う。
ジミー・オファロン
演 - タイタス・ウェリヴァー
通称ジミー・O。表立った行動を取らない評議会に代わって顔役として活動しているため、SAMCROと面識がある。
評議会とSAMCROを相手取って政争に敗れ、最終的に過去の因縁を持つチブスの手で殺害されるが、その際かつて自分がチブスに与えたグラスゴースマイルを施される報復を受ける。

### 捜査機関
ウェイン・アンサー
演 - デイトン・キャリー / 声 - 北村謙次
チャーミングの警察署長。長年に渡ってSAMCROに便宜を図っているが、一種の必要悪として認めているだけで、チャーミングの安全を守ることを本意としている。末期癌を患っている。
十代の頃からのジェマを知っており、クレイからの指示とは別にジェマの個人的な頼みに応じるなど親しく付き合っている。
デヴィッド・ヘイル
演 - テイラー・シェリダン / 声 - 藤真秀
チャーミングの警察副署長。SAMCROを完全に敵視しており、アンサーの癒着についても快く思っていない。ジャックス、タラとは高校の同級生でもある。
退職するアンサーの後を継いで署長になるはずだったが、クレイに阻止される。
ジューン・ストール
演 - アリー・ウォーカー / 声 - 桜木可奈子
ATF捜査官。SAMCROと繋がるIRAを捕らえるため手段を選ばない捜査手法を執り、オピーの妻ドナが死ぬ遠因となる。FBIの横槍を受けて捜査が滞ると、ジャックスに取引を持ち掛けて復権を目論む。
コール
演 - ジェイ・カーンズ
ATF捜査官。シカゴ在住時代のタラと恋愛関係にあった。DVが原因で彼女と別れて接近禁止令まで出されているにもかかわらず、チャーミングへやってきてストーキング行為を働く。
イーライ・ルーズベルト
演 - ロックモンド・ダンバー
郡警察保安官。SAMCROを危険な集団と捉え、法に則って追及する。公衆の場でSAMCROの革ジャケットを着ることさえ禁止したため、SAMCROは郡警察がやってくるとジャケットを脱ぐようになる。
ジュースの弱味を握って裏切らせようとするが、あまりに苦悩した彼に謝罪して気遣うなど公正な人となりをしている。ジャックスの地位失墜を目論むクレイによって自宅に襲撃者を送り込まれ、妻を殺害されてしまった際も、犯人捜索をジャックスに要求したが復讐は求めなかった。
アリシア・ジャリー
演 - アナベス・ギッシュ / 声 - 佐々木優子
ルーズベルトの後任の保安官。暴力的な環境への適応と嘯いて賄賂を受け取ってSAMCROへの便宜を図り、その受け渡し役だったチブスと恋愛関係に陥る。
リー・トーリック
演 - ドナル・ローグ / 声 - 本田裕之
連邦保安官。オットーに殺害された看護師の兄で、SAMCROが関与したことを察し、オットーから証言を引き出そうと拷問する。またクレイに刑務所内での保護を与えて取引しようとしたが、こちらも後に拷問へ切り替えている。
瀕死のオットーの姿を見せることでクレイを脅そうと両者を会わせたことが祟り、オットーによって殺害される。
リンカーン・ポッター
演 - レイ・マッキノン
連邦検事補。ストールと同じくRICO法の適用によってIRAを仕留めるべくSAMCROを狙う。令状も揃えて逮捕寸前の段階まで捜査を進めていたが、CIAの圧力で潰される。
SAMCROに認識されない形で密かに捜査を進めていたため、指示を受けてSAMCROと直接対立する立場のルーズベルトからは自分を駒扱いしていると嫌われていた。やがて周囲に理解されにくいだけで正義を信じる心の持ち主であることが伝わり、別れ際には友好的に挨拶を交わした。
ティン・パターソン
演 - CCH・パウンダー / 声 - 小宮和枝
連邦検事。チャーミングの学校で起こった銃乱射事件の捜査を指揮し、凶器の出所がSAMCROであることを証明しようとする。ジャックスに対して強権的に振舞わず対等に接したため評価され、タラおよびルーズベルト殺害事件の収拾に必要な情報を明かされる。

### その他
デイモン・ポープ
演 - ハロルド・ペリノー・ジュニア
オークランドでギャングを率いる。実業家としての顔も持ち、実利的に物事を進める。娘がティグに殺されたことでSAMCROに苛烈な報復を行う。
オーガスト・マークス
演 - ビリー・ブラウン
ポープの右腕で、彼亡き後の地位を引き継ぐ。賢さで権力を得たポープと異なり、自分は冷酷ゆえに権力を手にしたと嘯く。
バックマン
演 - スティーヴン・キング
違法に死体の始末を行う"掃除屋"。痴呆症を患っていたジェマの父が錯乱したことを切っ掛けに、その介護人アメリアの死体を処理する必要に駆られたジェマが接触する。
チャールズ・“チャーリー”・バロスキー
演 - ピーター・ウェラー
ストックトンの港を仕切っている元警官。新たなポルノ撮影スタジオを構えようとするSAMCROと金銭的な協力関係を持つ。
ウェラーは本作の幾つかのエピソードで監督を務めている。
ホームレスの女性
演 - オリヴィア・バーネット
全シーズンを通して散発的に登場し、そのうち一度しか言葉を発しない。チャーミングのみならずアイルランドの街角にも姿を現すなど不思議な存在として描かれている。ジャックスの目に留まって認識されることも多く、物語の終盤において彼から直接「何者なんだ？」と問われたが、答えなかった。
作品完結後にその素性について質問された原案・脚本のサッターは、難解な説明をした後、付け加える形で「彼女はイエス・キリストだよ（She's Jesus Christ）」と回答している。

## あらすじ

### シーズン1
SAMCRO副総長ジャックスは元妻ウェンディとの間に息子アベルを授かるが、ウェンディが妊娠中にもドラッグに手を出していたために、アベルは内臓疾患を抱えた未熟児となる。ジャックスの母ジェマはウェンディを責めて自殺を唆すが、医師でありジャックスの元恋人タラの救命措置が間に合う。タラはアベルの治療も担当し、再びジャックスとの距離を縮めていく。
アベルのために自分の子どもの頃の品を探していたジャックスは、実父ジョンの遺品の中に「道を見失ったSAMCRO」と題された文書を見つけ、現在のSAMCROの在り方はかつてジョンが望んでいたものとは異なることを知るが、ジョンを嫌っていたことから文書を焼き払おうとする。その燃え残りを見つけたジェマはジャックスが実父の思想に影響されるのではと案ずるが、継父にして現総長のクレイは一顧だにしない。
武器の取引相手が警察官を殺害したことでSAMCROはATF捜査官ストールから警戒の目を向けられる。ジャックスの機転で強制捜査を乗り切るも、ストールは残されたわずかな手がかりからSAMCROの武器供給元がIRAであると見抜き、RICO法を適用することでたった一件の犯罪立証による組織の一斉壊滅を目論む。手始めに殺人の目撃証言が得られたボビーを逮捕し、さらにジャックスの幼馴染オピーに対して妻子という弱味を突いて裏切りを迫る。オピーは協力を拒絶するが、彼がボビーの有罪を決定づける証人であるという誤解が生じ、クレイは密かに護衛隊長ティグにオピー殺害を命じる。SAMCROと通じる警察署長アンサーからオピーが裏切っていないことを知らされたクレイは、ティグを制止しようとするも間に合わず、ティグは偶然オピーの車を運転していたオピーの妻ドナを誤って射殺してしまった。
警察副署長ヘイルはSAMCROを嫌いつつもストールのやり口に反感を抱き、ジャックスに対してストールの仕掛けた罠を明かして、ドナ殺害は本来オピーを狙ったクレイの指図であろうと示唆する。オピーの父にしてSAMCRO創設メンバー、そしてジョンの親友でもあったパイニーも独自にクレイの関与を察し、かつてジョンから直接贈られた無傷の「道を見失ったSAMCRO」をジャックスに手渡してSAMCROの変革を促す。ジャックスもすでにその考えであった。

### シーズン2
メキシコ系バイカークラブ「マヤンズ」と黒人ギャング「ワン・ナイナーズ」、対立する双方に武器を売ろうとするSAMCROは、白人至上主義を掲げるギャング集団「アーリアン・ブラザーフッド」と繋がる「アメリカ民族主義同盟（LOAN）」のゾベルから武器供与をやめるよう求められる。クレイが要求を撥ねつけるとジェマが暴行・輪姦され、彼女を救出したアンサーと治療したタラだけが密かにその事実を知ることになる。ゾベルはSAMCROメンバーに対しても危害を加え始め、また罠に嵌めて逮捕もさせるが、メンバーはジェマの奔走により保釈される。
ジャックスは武器密売以外の収入源としてSAMCROメンバーであるオットーの妻ルアンが営む合法的なポルノ撮影事業と提携することを考案し、撮影スタジオへ強盗に押し入った商売敵に報復するが、ルアンが撲殺される事態を招く。ジャックス主導の提携を快く思っていなかったクレイからの問責もありSAMCROの方針修正を諦めて独立支部への移籍を口にしたジャックスは、ジョンと同じ轍を踏んでほしくないとジェマから説得を受ける。生前のジョンも改革に挫折してSAMCRO内で孤立し、移籍を考えたことがあったのだ。そしてその後、ジョンは死んだのである。その死因が事故ではなく自殺だった可能性に思い至り衝撃を受けるジャックス。
ジェマがゾベルの指示による輪姦被害を打ち明けたことで、ジャックスはクレイとの不和を脇に置いて残留を決め、SAMCROはゾベルへの報復に動き出すが、メンバーの大半が保釈中の身であるため大きな動きを取ることができない。クレイに捨てられると思い込み捨て鉢になったジェマから誘惑されたティグは寸前で思い留まるも、その動揺を引きずった状態でオピーと顔を合わせたことでドナ殺害の真相を告白する。オピーはクレイとティグに激怒するが、何よりもその原因となったストールを憎む。
チブスはIRAのジミーに元妻と娘の安全を脅かされ、ストールにIRAの情報を渡す代わりにSAMCROと妻子を守ろうとするが、妻子の保護しか認められない。ストールはIRAの武器商人キャメロンの息子エドモンドを協力者として抱き込んでおり、もし取引を断るならチブスこそがその協力者であるとジミーに吹き込むと脅しをかける。ストールを尾行していたオピーはチブスとATFの接触を知るが、ジャックスから「道を見失ったSAMCRO」を読まされて変革の必要性を認め、怒りを自分の腹に収めることを交換条件としてチブスに釈明の機会を与えることをクレイに要求し了解させる。これによりチブスは自身に差し迫った状況を説明することができ、最終的に取引を断ってもいたため裏切りとは判断されずに済む。
ゾベルを調査していたジャックスは、彼が密かにマヤンズの総長アルバレスと接触してヘロイン取引を結んだことを突き止める。有色人種と手を組んだゾベルは白人至上主義のアーリアンを裏切っている。SAMCROはこの情報を活かしてゾベルの周囲からアーリアン勢力を追い払うが、ゾベルはあえて自分がヘロインを所持していると警察に明かして逮捕されることで、報復の手から逃れる。
ストールは逃亡を図ったエドモンドを激情のままに射殺してしまうが、そこへエドモンドと恋仲だったゾベルの娘ポーリーと、ポーリーを尾行していたジェマが現れる。ジェマはポーリーが輪姦の手引きをしたことを覚えており、彼女を射殺する。一部始終を目撃したストールは理解を示す態度を取ってジェマの逃亡を許すが、一方でエドモンド殺害の罪をジェマに着せて自身の犯行を隠蔽する。それを信じ込んだキャメロンは息子を殺された報復としてアベルを狙い、防ごうとしたハーフサックが刺殺される。SAMCROは釈放されたゾベルを追い詰めるも、無関係な人々の巻き添えを避けようとする間にアベル誘拐の報が届く。SAMCROは報復を諦めてキャメロンを追うが間に合わず、ゾベルは国外脱出を果たした。

### シーズン3
キャメロンはアベルを連れて故郷のベルファストへ戻り、IRA評議会の相談役であり親戚関係もあるアシュビー神父を頼る。エドモンド殺害犯がジェマではなくストールであることを知ったアシュビーは、報復の筋が通らないとしてキャメロンを始末するが、アベルの身柄は手元に置く。IRAのジミーによりキャメロンは単身でベルファストに来たのでありアベルはいなかったと虚偽情報が流され、アベル捜索は暗礁に乗り上げるが、アシュビーの妹モーリーンはかつてジョンと不倫関係にあったことから、ジョンの血を引くアベルを守ろうと真相をSAMCROに伝える。SAMCROは保釈審問を無視してベルファストへ向かうことを決める。
ジャックスはストールと密約を結び、ジミーを生け捕りにして身柄を引き渡すことを条件に、すでに実刑が確定的であるSAMCROの刑期短縮とジェマにかけられたエドモンド殺害容疑の解消を求める。一方ジミーと対立するIRA評議会は、内紛により生じる隙を敵対組織に突かれることを懸念して自らは手を下せないため、アベルの身柄を報酬として、外部勢力であるSAMCROにジミー抹殺を強要する。SAMCROはベルファスト支部（SAMBEL）の協力を得てジミーを追う。アシュビーの一存でアベルは養子に出され、ジャックスも葛藤の末に息子のためを思って諦める。しかしジミーが人質として利用すべくアベルを確保し、SAMCROはアシュビーとの交換でアベルを取り戻すことになる。モーリーンはベルファストを去るジャックスの荷物の中に、かつてジョンから贈られた手紙の束を忍ばせた。
ジミーはアイルランドを脱出してアメリカへ密入国する。同じくアメリカへ戻ったSAMCROが身柄確保に動いて追い詰め、ジャックスから情報を得ていたストールが逮捕する。ストールはSAMCROメンバーにジャックスとの取引を明かして裏切りの事実を晒すが、ジミー護送中を襲撃され、ジミーはチブスから、ストールはオピーから報復される。実はジャックスはSAMCRO総意の元にストールを操っており、刑期短縮の取引を成立させた後で報復を果たす計画だったのだ。
ジャックスの荷物を引き取ったタラがジョンの手紙を見つける。ジョンはその中で、不倫関係にあるクレイとジェマの二人と対立していることを語り、「もし自分が死んだならクレイとジェマに殺されたと思ってほしい」と記していた。

### シーズン4
刑期の明けたSAMCROメンバーが出所する。チャーミングの警察機構は郡の管轄となっており、新任の保安官ルーズベルトは、連邦検事補リンカーンからジュースがSAMCROに隠している「黒人の息子である」という秘密を教えられ、黒人の在籍を認めないSAMCROを追放されたくなければ、SAMCROがヘロイン密売に関わってるという証拠を掴むようジュースを脅迫する。
クレイは引退を考えるようになり、余生のため大きく稼ごうと麻薬カルテル「ガリンド」との取引を提案する。家族との平穏な暮らしを望んで脱退の機を窺うジャックスは、脱退にクレイが同意することを交換条件としてガリンドとの取引に賛成票を投じる。反対票も投じられつつ結果は賛成票多数で可決され、SAMCROは大金を動かし始めるが、ガリンドと対立する麻薬カルテル「ロボ」との苛烈な抗争にも関わることになり、収監中のオットーからの「ルアン殺害犯に報復してほしい」という頼みに応じきれない。リンカーンはその状況を利用して、オットーからSAMCROの過去の犯罪証言を引き出す。
ジョンの手紙の存在をクレイとジェマが知り、二人から隠滅を依頼されたアンサーは手紙を盗み読んで、生前のジョンがSAMCROの銃密売をやめさせようと奮闘していたことを初めて知り、当時クレイによるジョン殺害の隠蔽工作に加担したことを悔やむ。タラから相談を受けたパイニーは、麻薬取引をやめなければ内容を公にするとクレイを脅すが、手紙の現物を所持していないことを見抜かれ殺害される。ジェマはタラを守ろうとするも、クレイはガリンドにタラ殺害を依頼し、襲われたタラが右手の神経に重大な損傷を負ったため、激怒したジェマはクレイと決別する。入院するタラの元を薬物依存から更生したウェンディが訪れ、かつて親権を手放した実子アベルとの面会を求める。医師生命に加えてアベルまで失いかねない状況に置かれたタラは精神的にも追い詰められる。
アンサーの密告によりパイニー殺害がクレイの仕業と知ったオピーは、かつてドナを殺された恨みも重なり、クラブの建物内でクレイを銃撃する。重傷を負ったクレイを含めてその場に居合わせた全員がオピーを庇い、口裏を合わせて黒人に襲撃されたことにしたため、激発したティグが独自にナイナーズへ報復を行う。
ジェマは問題を葬るためクレイに渡すという約束でタラから手紙を譲渡されるが、自分に不都合な部分を省いてジャックスに手紙を読ませた上にタラへの襲撃もクレイの仕業であると伝え、それらを公にすることで正当な報復としてクレイを殺害してジャックスこそが総長に就任すべきと促す。一方タラは危篤状態にあるクレイを医療事故に見せかけて密かに殺害する方法を教え、秘密裏に報復を済ませた後はSAMCROへの執着を捨てるようジャックスを促す。
ガリンドは他のカルテル撲滅を目論むCIAによる支援を受けており、最終局面にあったリンカーンとルーズベルトの捜査は中止に追いやられる。副総長としてクレイの代理で取引を仕切ったジャックスだけがその事実を知ることになり、IRAとガリンドの仲介をやめればSAMCROを潰すとCIAから脅されたため、唯一IRAからの信頼を受けるクレイを生かしておくしかない。
クレイを総長の座に留めておくわけにはいかないが、ガリンドの背後にCIAがいると知らない者が総長を継げば取引中止に動くことは必至であり、すなわちSAMCROの命運は尽きる。状況をコントロールすべくジャックスは総長就任を決意し、タラには子供と一緒に町を離れるよう諭す。家族のためにSAMCROから離れることを望みつつも、しかしSAMCROが滅ぶところを見過ごせないというジャックスの苦悩をタラは理解し、傍に留まることを決める。

### シーズン5
ティグがナイナーズへ行った報復の中で、ナイナーズのリーダー・ラロイの恋人が死亡し、SAMCROはナイナーズとの抗争に突入する。ラロイの恋人はオークランドでギャングを率いる権力者ポープの娘だったため、ポープはティグの娘を生きたまま焼き殺した上、SAMCROの大半を拘置所送りにし「誰か一人を差し出せ」という要求を突き付ける。総長として自ら犠牲になろうとするジャックスに代わり、彼がSAMCROを守ろうと苦心していることを知ったオピーが命を投げ打つ。釈放後、ジャックスはオピー殺害に関与した者を調べ上げて無慈悲な報復を始める。
SAMCROに縁がある者を痛めつけることだけを目的とした暴行事件が続き、当初ナイナーズによる襲撃と考えられたものの、クレイが黒幕でSAMCROの新入りが実行役を担っていると判明する。大麻を吸引した状態で車を運転し、同乗していたアベルたちを事故に遭わせてしまったジェマはタラから絶縁されかかるも、それを許す代わりにクレイと復縁して暴行の証拠探しをするよう求められる。ルーズベルトに脅迫されてSAMCROを裏切っていたという秘密をジャックスに握られたジュースもまた、クレイが暗躍している証拠を掴むよう指示を受けて独自に行動する。タラは医療奉仕の名目で刑務所に赴き、オットーにRICO法適用の根拠となる証言の撤回を依頼する。オットーはタラから妻の遺品を受け取ると、それを武器に利用して所内の看護師を殺すという凶行を犯し、自分の信頼性を落とすことで証言を無効化する。
ガリンドからの麻薬流通をマヤンズに任せ、ガリンドへの銃調達をIRAから中国系マフィアの「トライアド」に切り替える話がつき、SAMCROとガリンドの関係解消への障害は取り除かれた。しかしクレイの罪を暴く証拠の確保には失敗し、ジャックスは副総長ボビーと護衛隊長チブスに対してのみ過去のジョン殺害から始まるクレイの所業をすべて説明する。ボビーはクレイを促して本人の口から真実を告白させると、その処遇についてSAMCROの票決を求め、全員一致で追放が可決されるも極刑については否決される。ジャックスが独断でクレイ殺害に動き、それにより独裁の味を知ってしまうことを危惧してのボビーなりの配慮であったが、結果に不満を抱くジャックスは密かにクレイへの報復手段を模索する。
ジェマが合法デート・クラブを運営するネロと知り合ったことでジャックスにも縁ができ、SAMCROの出資でネロとの共同経営の話が立ち上がる。置かれた境遇が似ていることもあり、ジャックスとネロは友人となっていく。
殺害した看護師の兄で連邦保安官のトーリックから接触を受けたオットーは、新たな証言を求められ拷問を受ける。
ポープからティグの身柄を求められたジャックスは応じてみせるが、差し出されたティグにポープが気を取られたところを襲撃して殺害する。その際クレイの銃を使い、クレイを殺人容疑で逮捕させて拘置所内での報復の実現を図るが、その一方でタラもオットーの看護師殺害の共謀容疑で逮捕される。

### シーズン6
ポープの権力は、彼の右腕だったオーガストが引き継ぐ。ジャックスは彼の力を借りてクレイを拘置所内で死なせようとするが、クレイの協力を取り付けたトーリックが連邦保安官の権限で守っており手が出せない。さらにトーリックは拘置中のタラを巧みに誘導し、オットーに看護師殺害の凶器を渡したという自白を引き出す。これによりタラは実刑が免れない見込みとなった。
SAMCROが取り扱った銃が学校での乱射事件に使われる。犯人の母親ダーヴァ二―と繋がりがあったネロは、彼女から警察へSAMCROの情報が漏れることを防ぐためチャーミングの外へ逃がそうとするも、ジャックスの密命を受けたジュースが彼女を事故に見せかけて殺害する。
IRA評議会のゲイレンがSAMCROの銃取引撤退を認めず、他の支部に取引関係を引き継がせる代案も頓挫する。SAMCROメンバーの殺害、クラブ建屋に爆弾を送り付けて全焼させるなどの強烈な圧力をかけた後、ゲイレンは武器取引をクレイ個人に任せることを条件にSAMCROとの関係打ち切りを容認する構えを取り、ジャックスはそれを承諾する。周辺支部の幹部も集まったサンズ・オブ・アナーキーの総会が開かれ、合法化へ進むべきというジャックスの熱弁は称賛をもって迎えられる。
タラは子供たちをウェンディに託してチャーミングの外へ逃がそうとするが、その動きはジェマに察知される。そこで医療記録を偽造して妊娠を装った上で、ジェマから暴行を受けて流産させられたという状況を捏造し、彼女を逮捕させる。ジェマは無実を訴えるも、過去の経緯からジャックスの信用を得られない。
IRAから命じられ、SAMCROは裁判のため移送されるクレイの身柄を強奪するが、クレイと合流するため姿を現したゲイレンを射殺し、再投票で可決されていたクレイの殺害も実行する。ジュースはクレイの死に気落ちして薬物を大量摂取し、朦朧とした状態でダーヴァニー殺しをネロに漏らしてしまったため、ジャックスからの信頼を失って裏切り者と判断される。クレイとゲイレンの死は、互いの組織を裏切って闇取引を行っていた両者の決裂による共倒れとしてIRAに報告され、またSAMCROはゲイレンがトライアドと揉め事を起こしていた状況を利用し、残る唯一の選択肢としてオーガストを取引相手として推薦し承認させる。
タラの策謀を知ったジャックスは彼女をそこまで追い詰めたことを悔い、自分が罪を認める代わりにタラの起訴を取り下げるよう検察と取引を結ぶが、ジェマはタラこそがジャックスを検察に売ろうとしていると誤認し、もはや他に手段がないと思い極めてタラを自宅で殺害する。直後にその現場を訪れたルーズベルトからジャックスは望んで自首するのだと聞かされたジェマが愕然とする中、ジュースがルーズベルトを射殺して証拠を隠滅する。タラとルーズベルトの遺体の第一発見者はジャックスであった。

### シーズン7
拘置所に入れられたジャックスはアーリアンのリーダー・タリーと接触し、SAMCROとアーリアンの対立を収める話し合いを持つ。ジェマは薬物更生施設に入所中のウェンディの自宅にジュースを匿うが、早々に出所したウェンディおよび彼女を訪ねてきたアンサーがジュースと鉢合わせ、事情を把握しないままジェマのジュース隠匿に助力することになる。
ネロの仲介でSAMCRO、マヤンズ、トライアドの首脳会談が設けられ、ジャックスは状況を整理して各々の確執を解消する。しかしジェマがタラ殺害には中国人が関与していると偽ったことで、SAMCROはトライアドの「実行犯」を捕えて惨殺し、指示を下したであろうトライアドのリンへの報復計画も立てられる。SAMCROの行動に目を光らせるオーガストの存在が障害となるため、SAMCROはナイナーズにオーガストへの反乱を唆す。それと同時に自分たちは秘密裏にトライアドの銃とヘロインを強奪するが、SAMCROが警備する港の倉庫に奪われた銃が隠されていたという状況から、トライアドはSAMCROが経営するクラブを報復対象として従業員を皆殺しにした。会談を仲介したネロも責任を問われ、息子の命と引き換えにジャックスを誘き出すよう脅されるも、ネロはジャックスを裏切らずにトライアドを罠に嵌め、リンを逮捕させる。また、倉庫に銃があることをトライアドに教えた裏切り者が存在するはずであり、強奪の際に助力を乞うたインディアンヒルズ支部の総長ジュリーに容疑がかかる。確信の元に彼を射殺したジャックスだが、インディアンヒルズ支部に証拠を掲示できなかったため査問を訴えられる。
ジュースはメキシコへの国境越えを図ってアルバレスを頼るが、SAMCROに差し出しされ、拘置所行きとなったリンの殺害を命じられる。やり遂げれば赦しが得られると信じて自らも拘置所へ入ると、強姦されるなどの悲惨な境遇に耐えて機会を窺うが、ジャックスはジュースを始末するようタリーに依頼していた。
精神が不安定になっていたジェマは、タラの実子でありまだ言葉を理解できない幼いトーマスにタラ殺害の後悔の念を漏らす。それをアベルが密かに目撃しており、後に自分の身体を傷つけてジェマにやられたと証言する問題を起こす。ジャックスの暗躍を察知したオーガストが、単独行動していたボビーを捕えて殺害する。ジャックスは保安官ジャリーに証拠・証言を流してオーガストを逮捕させる。
ジャックスは自分が血の報復に明け暮れている間、子供たちの面倒をよく見てくれていたウェンディへの礼として、彼女の前でアベルに対して「ウェンディがお前の最初のママだ」と初めて教えた。するとアベルから「だからお婆ちゃんはもう一人のママを殺したの？」と尋ねられたため混乱し、ウェンディから以前ジェマの手引きでアンサーと共にジュースを匿ったことを打ち明けられる。アンサーを問い詰めたジャックスは、ジェマが指し示したトライアドの「実行犯」が事件当夜は州外にいて犯行不可能だったことを知る。タリーの手引きでリンと接触したジュースは、トライアドの情報源は港を取り仕切るバロスキーであると聞き出した後、殺害を成し遂げたが、そこへ面会に訪れたジャックスから真実を教えるよう迫られ、知る限りのことを話した結果として「赦しは与えない」と明言を受ける。ジェマはウェンディから事情を明かしたことを聞かされ逃亡する。
SAMCRO、マヤンズ、ナイナーズは、壊滅したトライアドの縄張りを話し合いによって穏便に分配する。しかしSAMCROの要請で渋々取引相手にしたオーガストを、よりによってSAMCROが潰そうとしていることにIRAのコナーが怒り、抗争が連鎖してマヤンズがナイナーズを潰す危険性が生じる。しかしコナーはIRA評議会に隠れて独自に武器調達・密売ルートを構築していたため、それを把握したIRA評議会のロアークがその処分をSAMCROに命じる。
拘置所内でトライアドのメンバーから命を狙われ始めたジュースは「ジャックスからの依頼を果たさなければ今後のSAMCROとの関係に影響する」とタリーを促して、覚悟の元に自らタリーに殺害される。アンサーとジャックスはほぼ同時にジェマの居所を突き止め、逮捕することで彼女を守ろうとするアンサーをジャックスは射殺し、ジェマに対しても報復を果たす。
インディアンヒルズ支部が起こした査問の場でジャックスはジュリー殺害が誤認に基づいていたことを自ら告白し、極刑の票決対象となった。彼を総長に頂くSAMCROが投票責任を負い、必ず正しい採決を行うと約束することと引き換えに（ジュースが裏切りを働いた切っ掛けである）「黒人の在籍を認めない」という不文律の明確な抹消を求めて受け入れられる。それからチャーミングへ戻ったジャックスは自己資産の処分についてネロに相談し、売却益を町の外での生活資金としてウェンディに渡すこと、いつか自分のことを「人殺しの犯罪者」として息子たちに教え、憎むよう導くことを頼む。そしてアベルに対しては、ネロを信じるよう言い聞かせる。ウェンディはアベルとトーマスを連れ、ネロと共にチャーミングを去った。
SAMCROはIRA評議会のロアークを殺害し、コナー個人との取引関係を持つ。それはIRAとの決別であったが、ジャックスは父ジョンが20年前に望んだことを実現しただけと気にもかけない。その後、投票により極刑が決まると検事補パターソンと面会し、ジェマがタラを、ジュースがルーズベルトを殺害したことを証言提供するが、SAMCROが関与した犯罪行為については一切の証言を拒否する。そして裏切り者のバロスキーと、釈放されSAMCROへの報復に動き出していたオーガストを公衆の面前で射殺。総長の地位をチブスに譲って皆に別れを告げると、ジョンの形見のバイクを運転し、自分を追跡する警察の目の前で大型トラックと正面衝突する。

## エピソード一覧

### シーズン一覧
| シーズン | シーズン | エピソード | 米国での放送日               | 米国での放送日               |
| シーズン | シーズン | エピソード | 初回                         | 最終回                       |
| -------- | -------- | ---------- | ---------------------------- | ---------------------------- |
|          | 1        | 13         | 2008年9月3日                 | 2008年11月26日               |
|          | 2        | 13         | 2009年9月8日                 | 2009年12月1日                |
|          | 3        | 13         | 2010年9月7日                 | 2010年11月30日               |
|          | 4        | 14         | 2011年9月6日                 | 2011年12月6日                |
|          | 5        | 13         | 2012年9月11日                | 2012年12月4日                |
|          | 6        | 13         | 2013年9月10日                | 2013年12月10日               |
|          | 7        | 13         | 2014年9月9日                 | 2014年12月9日                |
| トータル | トータル | 92         | 2008年9月3日 – 2014年12月9日 | 2008年9月3日 – 2014年12月9日 |

### シーズン1 （2008年）
| 通算 | 話数 | タイトル           | 原題                | 監督                           | 米国放送日     | 視聴者数 (万人) |
| ---- | ---- | ------------------ | ------------------- | ------------------------------ | -------------- | --------------- |
| 1    | 1    | 2つの事件          | Pilot               | Allen Coulter Michael Dinner   | 2008年9月3日   | 253             |
| 2    | 2    | 種                 | Seeds               | Charles Haid                   | 2008年9月10日  | 220             |
| 3    | 3    | カーニバルの日     | Fun Town            | Stephen Kay                    | 2008年9月17日  | 210             |
| 4    | 4    | SAMCRO支部の誕生   | Patch Over          | Paris Barclay                  | 2008年9月24日  | 225             |
| 5    | 5    | 報復               | Giving Back         | ティム・ハンター               | 2008年10月1日  | 219             |
| 6    | 6    | AK-51              | AK-51               | Seith Mann                     | 2008年10月8日  | 209             |
| 7    | 7    | 古い骨             | Old Bones           | グウィネス・ホーダー＝ペイトン | 2008年10月15日 | 187             |
| 8    | 8    | 金策               | The Pull            | ガイ・ファーランド             | 2008年10月22日 | 214             |
| 9    | 9    | 地獄の果てまで     | Hell Followed       | Billy Gierhart                 | 2008年10月29日 | 206             |
| 10   | 10   | パートナー         | Better Half         | マリオ・ヴァン・ピーブルズ     | 2008年11月5日  | 214             |
| 11   | 11   | カピバラ           | Capybara            | Stephen Kay                    | 2008年11月12日 | 222             |
| 12   | 12   | おやすみ、ベイビー | The Sleep of Babies | Terrence O'Hara                | 2008年11月19日 | 246             |
| 13   | 13   | 預言者             | The Revelator       | Kurt Sutter                    | 2008年11月26日 | 248             |

### シーズン2 （2009年）
| 通算 | 話数 | タイトル       | 原題          | 監督                           | 米国放送日     | 視聴者数 (万人) |
| ---- | ---- | -------------- | ------------- | ------------------------------ | -------------- | --------------- |
| 14   | 1    | 白人至上主義   | Albification  | ガイ・ファーランド             | 2009年9月8日   | 429             |
| 15   | 2    | 小さな傷       | Small Tears   | Stephen Kay                    | 2009年9月15日  | 371             |
| 16   | 3    | 問題           | Fix           | グウィネス・ホーダー＝ペイトン | 2009年9月22日  | 349             |
| 17   | 4    | ユリイカ       | Eureka        | ガイ・ファーランド             | 2009年9月29日  | 376             |
| 18   | 5    | 罰             | Smite         | Terrence O'Hara                | 2009年10月6日  | 366             |
| 19   | 6    | 大脳鎌         | Falx Cerebri  | Billy Gierhart                 | 2009年10月13日 | 331             |
| 20   | 7    | ギレアド       | Gilead        | グウィネス・ホーダー＝ペイトン | 2009年10月20日 | 370             |
| 21   | 8    | どんちゃん騒ぎ | Potlatch      | Paul Maibaum                   | 2009年10月27日 | 339             |
| 22   | 9    | 審判           | Fa Guan       | Stephen Kay                    | 2009年11月3日  | 352             |
| 23   | 10   | 慰め           | Balm          | Paris Barclay                  | 2009年11月10日 | 338             |
| 24   | 11   | 奉仕           | Service       | Phil Abraham                   | 2009年11月17日 | 348             |
| 25   | 12   | 除け者         | The Culling   | グウィネス・ホーダー＝ペイトン | 2009年11月24日 | 344             |
| 26   | 13   | 紛争           | Na Trioblóidí | Kurt Sutter                    | 2009年12月1日  | 433             |

### シーズン3 （2010年）
| 通算 | 話数 | タイトル   | 原題                | 監督                           | 米国放送日     | 視聴者数 (万人) |
| ---- | ---- | ---------- | ------------------- | ------------------------------ | -------------- | --------------- |
| 27   | 1    | SO         | SO                  | Stephen Kay                    | 2010年9月7日   | 413             |
| 28   | 2    | 侵食       | Oiled               | グウィネス・ホーダー＝ペイトン | 2010年9月14日  | 337             |
| 29   | 3    | 介護人     | Caregiver           | Billy Gierhart                 | 2010年9月21日  | 348             |
| 30   | 4    | 家         | Home                | ガイ・ファーランド             | 2010年9月28日  | 298             |
| 31   | 5    | 危険な取引 | Turning and Turning | グウィネス・ホーダー＝ペイトン | 2010年10月5日  | 312             |
| 32   | 6    | 進撃       | The Push            | Stephen Kay                    | 2010年10月12日 | 285             |
| 33   | 7    | 広がる渦   | Gilead              | Billy Gierhart                 | 2010年10月19日 | 259             |
| 34   | 8    | 敵地へ     | Lochan Mor          | ガイ・ファーランド             | 2010年10月26日 | 267             |
| 35   | 9    | 長旅       | Turas               | Stephen Kay                    | 2010年11月2日  | 335             |
| 36   | 10   | 真実       | Firinne             | グウィネス・ホーダー＝ペイトン | 2010年11月9日  | 318             |
| 37   | 11   | 息子       | Bainne              | アダム・アーキン               | 2010年11月16日 | 340             |
| 38   | 12   | 愛の行方   | June Wedding        | Phil Abraham                   | 2010年11月23日 | 327             |
| 39   | 13   | NS         | NS                  | Kurt Sutter                    | 2010年11月30日 | 359             |

### シーズン4 （2011年）
| 通算 | 話数 | タイトル         | 原題                  | 監督                           | 米国放送日     | 視聴者数 (万人) |
| ---- | ---- | ---------------- | --------------------- | ------------------------------ | -------------- | --------------- |
| 40   | 1    | 出獄             | Out                   | Paris Barclay                  | 2011年9月6日   | 493             |
| 41   | 2    | 推進者           | Booster               | ガイ・ファーランド             | 2011年9月13日  | 371             |
| 42   | 3    | 捕食者           | Dorylus               | ピーター・ウェラー             | 2011年9月20日  | 342             |
| 43   | 4    | 取引             | Una Venta             | Billy Gierhart                 | 2011年9月27日  | 328             |
| 44   | 5    | コカイン         | Brick                 | Paris Barclay                  | 2011年10月4日  | 351             |
| 45   | 6    | 疑惑             | With an X             | ガイ・ファーランド             | 2011年10月11日 | 356             |
| 46   | 7    | 代償             | Fruit for the Crows   | グウィネス・ホーダー＝ペイトン | 2011年10月18日 | 365             |
| 47   | 8    | 家族のレシピ     | Family Recipe         | Paul Maibaum                   | 2011年10月25日 | 382             |
| 48   | 9    | 守るために       | Kiss                  | Billy Gierhart                 | 2011年11月1日  | 363             |
| 49   | 10   | 運命の支配       | Hands                 | ピーター・ウェラー             | 2011年11月8日  | 393             |
| 50   | 11   | 戦い             | Call of Duty          | グウィネス・ホーダー＝ペイトン | 2011年11月15日 | 423             |
| 51   | 12   | 裏切りと復讐     | Burnt and Purged Away | Paris Barclay                  | 2011年11月22日 | 385             |
| 52   | 13   | 進むべき道: 前編 | To Be: Act 1          | Kurt Sutter                    | 2011年11月29日 | 442             |
| 53   | 14   | 進むべき道: 後編 | To Be: Act 2          | Kurt Sutter                    | 2011年12月6日  | 424             |

### シーズン5 （2012年）
| 通算 | 話数 | タイトル       | 原題              | 監督                           | 米国放送日     | 視聴者数 (万人) |
| ---- | ---- | -------------- | ----------------- | ------------------------------ | -------------- | --------------- |
| 54   | 1    | 統治者         | Sovereign         | Paris Barclay                  | 2012年9月11日  | 537             |
| 55   | 2    | 権力           | Authority Vested  | ピーター・ウェラー             | 2012年9月18日  | 417             |
| 56   | 3    | 苦痛           | Laying Pipe       | アダム・アーキン               | 2012年9月25日  | 380             |
| 57   | 4    | 追悼           | Stolen Huffy      | Paris Barclay                  | 2012年10月2日  | 460             |
| 58   | 5    | 新しいビジネス | Orca Shrugged     | グウィネス・ホーダー＝ペイトン | 2012年10月9日  | 434             |
| 59   | 6    | 小さな世界     | Small World       | アダム・アーキン               | 2012年10月16日 | 403             |
| 60   | 7    | 波乱           | Toad's Wild Ride  | ピーター・ウェラー             | 2012年10月23日 | 430             |
| 61   | 8    | 排除           | Ablation          | カレン・ガヴィオラ             | 2012年10月30日 | 458             |
| 62   | 9    | 釣り           | Andare Pescare    | Billy Gierhart                 | 2012年11月6日  | 396             |
| 63   | 10   | 十字架の罪     | Crucifixed        | ガイ・ファーランド             | 2012年11月13日 | 458             |
| 64   | 11   | 己に誠実であれ | To Thine Own Self | Paris Barclay                  | 2012年11月20日 | 423             |
| 65   | 12   | 悪             | Darthy            | ピーター・ウェラー             | 2012年11月27日 | 425             |
| 66   | 13   | 復讐           | J'ai Obtenu Cette | Kurt Sutter                    | 2012年12月4日  | 466             |

### シーズン6 （2013年）
| 通算 | 話数 | タイトル                       | 原題                | 監督                           | 米国放送日     | 視聴者数 (万人) |
| ---- | ---- | ------------------------------ | ------------------- | ------------------------------ | -------------- | --------------- |
| 67   | 1    | いちるの望み                   | Straw               | Paris Barclay                  | 2013年9月10日  | 587             |
| 68   | 2    | ソネット116番                  | One One Six         | ピーター・ウェラー             | 2013年9月17日  | 463             |
| 69   | 3    | 後悔                           | Poenitentia         | ガイ・ファーランド             | 2013年9月24日  | 448             |
| 70   | 4    | 終わらない抗争                 | Wolfsangel          | Billy Gierhart                 | 2013年10月1日  | 459             |
| 71   | 5    | IRAの暴走                      | The Mad King        | グウィネス・ホーダー＝ペイトン | 2013年10月8日  | 446             |
| 72   | 6    | 打開                           | Salvage             | アダム・アーキン               | 2013年10月15日 | 435             |
| 73   | 7    | 光と闇                         | Sweet and Vaded     | Paris Barclay                  | 2013年10月22日 | 438             |
| 74   | 8    | 亡霊                           | Los Fantasmas       | ピーター・ウェラー             | 2013年10月29日 | 420             |
| 75   | 9    | ヨハネの福音書8章32節          | John 8:32           | ガイ・ファーランド             | 2013年11月5日  | 449             |
| 76   | 10   | 荒れた心                       | Huang Wu            | Billy Gierhart                 | 2013年11月12日 | 438             |
| 77   | 11   | クラブの決断                   | Aon Rud Persanta    | ピーター・ウェラー             | 2013年11月19日 | 417             |
| 78   | 12   | ユー・アー・マイ・サンシャイン | You Are My Sunshine | Paris Barclay                  | 2013年12月3日  | 458             |
| 79   | 13   | 母の使命                       | A Mother's Work     | Kurt Sutter                    | 2013年12月10日 | 517             |

### シーズン7 （2014年）
| 通算 | 話数 | タイトル           | 原題                        | 監督               | 米国放送日     | 視聴者数 (万人) |
| ---- | ---- | ------------------ | --------------------------- | ------------------ | -------------- | --------------- |
| 80   | 1    | 妻を失った男       | Black Widower               | Paris Barclay      | 2014年9月9日   | 620             |
| 81   | 2    | 骨折りと画策       | Toil and Till               | Billy Gierhart     | 2014年9月16日  | 483             |
| 82   | 3    | ギャング抗争       | Playing with Monsters       | Craig Yahata       | 2014年9月23日  | 413             |
| 83   | 4    | 哀れな子羊         | Poor Little Lambs           | ガイ・ファーランド | 2014年9月30日  | 404             |
| 84   | 5    | 奇妙な怒りの爆発   | Some Strange Eruption       | ピーター・ウェラー | 2014年10月7日  | 432             |
| 85   | 6    | 有効活用           | Smoke 'em If You Got 'em    | ガイ・ファーランド | 2014年10月14日 | 442             |
| 86   | 7    | グリーンスリーヴス | Greensleeves                | Paris Barclay      | 2014年10月21日 | 429             |
| 87   | 8    | 別離               | The Separation of Crows     | Charles Murray     | 2014年10月28日 | 394             |
| 88   | 9    | 人間は傑作である   | What a Piece of Work Is Man | ピーター・ウェラー | 2014年11月4日  | 388             |
| 89   | 10   | 信頼と失望         | Faith and Despondency       | Paris Barclay      | 2014年11月11日 | 438             |
| 90   | 11   | 嘆きの衣装         | Suits of Woe                | ピーター・ウェラー | 2014年11月18日 | 462             |
| 91   | 12   | バラの花           | Red Rose                    | Paris Barclay      | 2014年12月2日  | 505             |
| 92   | 13   | 父が遺したもの     | Papa's Goods                | Kurt Sutter        | 2014年12月9日  | 640             |

## 国際放映
| Country        | Network                                      | Series Premiere                  |
| -------------- | -------------------------------------------- | -------------------------------- |
| Arab World     | FX Middle East                               | 2011                             |
| Australia      | showcase One FX                              | 2009 2011 December 11, 2012      |
| Belgium        | 2BE Be 1                                     | April 8, 2010                    |
| Brazil         | FX                                           | 2009                             |
| Bulgaria       | bTV Cinema                                   | April 2, 2010                    |
| Canada         | Super Channel FX Canada                      | Oct. 20, 2008 2011               |
| Croatia        | HRT                                          | 2010                             |
| Czech Republic | Prima COOL                                   | January 2, 2011                  |
| Denmark        | TV2                                          | March 3, 2010                    |
| Finland        | Sub                                          | 2010                             |
| France         | M6                                           | 2009                             |
| Germany        | [abel eins                                   | November 6, 2012                 |
| Greece         | FX                                           | March 2010                       |
| Hungary        | Cool TV                                      | April 2012                       |
| Iceland        | Stöð 2                                       | 2011                             |
| India          | FX                                           | 2010                             |
| Ireland        | RTÉ Two                                      | 2009                             |
| Israel         | HOT 3                                        | 2009                             |
| Italy          | FX                                           | 2009                             |
| Lithuania      | TV6                                          | 2010                             |
| Malaysia       | FX                                           | 2009                             |
| Netherlands    | RTL7                                         | November 21, 2010                |
| Norway         | MAX TV2 Zebra                                | 2010                             |
| New Zealand    | TV3 The Box                                  | October 20, 2010 January 2, 2012 |
| Poland         | FOX TVP HD                                   | 2010 September 4, 2011           |
| Portugal       | FX                                           | 2009                             |
| Slovenia       | RTV Slovenija                                | February 26, 2011                |
| Spain          | Fox Crime                                    | February 15, 2010                |
| Sweden         | TV11                                         | March 13, 2010                   |
| Switzerland    | TSR                                          | 2009                             |
| Turkey         | FX                                           | 2009                             |
| UK             | 5USA (originally Bravo until it closed down) | 2009                             |
| Philippines    | Jack TV                                      | 2010                             |
| Latvia         | TV6                                          | 2010                             |